# Alexandre do Nascimento
Alexandre do Nascimento (Sinh 1925 và qua đời ngày 28 tháng 9 năm 2024) là một Hồng y người Angola của Giáo hội Công giáo Rôma. Ông hiện đảm nhận vai trò Hồng y Đẳng Linh mục Nhà thờ S. Marco in Agro Laurentino. Ông từng đảm nhận vai trò Tổng giám mục đô thành Tổng giáo phận Luanda trong suốt 15 năm, từ năm 1986 đến năm 2001.
Vốn là một giáo sĩ trong vai trò lãnh đạo giáo hội địa phương, ông từng đảm trách nhiều vai trò tại Angola trước khi tiến đến trở thành Tổng giám mục Luanda như: Giám mục chính tòa Giáo phận Malanje (1975–1977), Tổng giám mục đô thành Tổng giáo phận Lubango (1977–1986), Giám quản Tông Tòa Giáo phận Ondjiva (1977–1986), Chủ tịch Caritas Quốc tế (1983–1991); ngoài lãnh đạo các giáo phận được bổ nhiệm, ông còn đóng vai trò Chủ tịch Hội đồng Giám mục Angola and São Tomé, từ năm 1990 đến năm 1997. Ông được vinh thăng Hồng y ngày 2 tháng 2 năm 1983, bởi Giáo hoàng Gioan Phaolô II.

## Tiểu sử
Hồng y Luigi Traglia sinh ngày 1 tháng 3 năm 1925 tại Malanje, Angola. Sau quá trình tu học dài hạn tại các cơ sở chủng viện theo quy định của Giáo luật, ngày 20 tháng 12 năm 1952, Phó tế Nascimento, 27 tuổi, tiến đến việc được truyền chức linh mục. Cử hành nghi thức truyền chức cho tân linh mục là Tổng giám mục Luigi Traglia, Phó Giám quản Giáo phận Rôma. Tân linh mục là thành viên linh mục đoàn Giáo phận Malanje.
Sau gần 23 năm thi hành các công việc mục vụ với thẩm quyền và cương vị của một linh mục, ngày 10 tháng 8 năm 1975, Tòa Thánh loan tin Giáo hoàng đã quyết định tuyển chọn linh mục Alexandre do Nascimento, 50 tuổi, gia nhập Giám mục đoàn Công giáo Hoàn vũ, với vị trí được bổ nhiệm là Giám mục chính tòa Giáo phận Malanje. Lễ tấn phong cho vị giám mục tân cử nhanh chóng được tổ chức sau đó vào ngày 31 tháng 8 cùng năm, với phần nghi thức chính yếu được cử hành cách trọng thể bởi 3 giáo sĩ cấp cao, gồm chủ phong là Tổng giám mục Giovanni De Andrea, Khâm sứ Tòa Thánh tại Angola; hai vị giáo sĩ còn lại, với vai trò phụ phong, gồm có Tổng giám mục Manuel Nunes Gabriel, M.S.C., Tổng giám mục đô thành Tổng giáo phận Luanda và Tổng giám mục Eduardo André Muaca, Tổng giám mục Phó Luanda. Tân giám mục chọn cho mình khẩu hiệu: TURRES FORTISSIMA NOMEN DOMINI.
Chỉ sau hơn 2 năm sau khi được truyền chức giám mục, Giám mục Alexandre do Nascimento được Tòa Thánh thăng Tổng giám mục, qua việc bổ nhiệm giám mục này làm Tổng giám mục đô thành Tổng giáo phận Lubango. Thông báo về việc bổ nhiệm này được công bố cách rộng rãi vào ngày 3 tháng 2 năm 1977. Song song trong khoảng thời gian làm Tổng giám mục Lubango, ông kiêm thêm vai trò Giám quản Tông Tòa Giáo phận Ondjiva.
Bằng việc tổ chức công nghị Hồng y năm 1983 được cử hành ngày 2 tháng 2, Giáo hoàng Gioan Phaolô II quyết định vinh thăng Tổng giám mục Alexandre do Nascimento tước vị danh dự, Hồng y. Tân Hồng y thuộc Đẳng Hồng y Linh mục và Nhà thờ Hiệu tòa được chỉ định là Nhà thờ S. Marco in Agro Laurentino. Cũng từ năm 1983 đến năm 1991, ông kiêm nhiệm thêm vai trò Chủ tịch Caritas Quốc tế.
Hồng y Nascimento sau đó được Tòa Thánh thuyên chuyển đến nhiệm sở mới, Tổng giáo phận Lubango, với vị trí được bổ nhiệm tương đương tại nhiệm sở cũ, Tổng giám mục đô thành. Thông tin bổ nhiệm về việc thuyên chuyển nhiệm sở này được công bố chính thức vào ngày 16 tháng 2 năm 1986.
Ngày 23 tháng 1 năm 2001, Tòa Thánh chấp thuận đơn hồi hưu của ông vì lý do tuổi tác theo Giáo luật.